# Holger Pedersen
Holger Pedersen (* 7. April 1867 in Gelballe bei Kolding; † 25. Oktober 1953 in Hellerup bei Kopenhagen) war ein dänischer Linguist.

## Indogermanist und Keltologe
Pedersen promovierte 1897 als Sprachwissenschaftler an der Universität Kopenhagen und wurde dort 1903 Professor für Linguistik. Im akademischen Jahr 1926/27 amtierte er als Rektor der Universität. Er arbeitete im Bereich der Vergleichenden Sprachwissenschaft, insbesondere in der Indogermanistik und Keltologie. Seine Vergleichende Grammatik der keltischen Sprachen (1909–1913) nimmt in der Keltologie des frühen 20. Jahrhunderts eine bedeutende Stellung ein und gilt auch heute noch als ein Standardwerk.
In seiner Arbeit Die gemeinindoeuropäischen und die vorindoeuropäischen Verschlusslaute von 1951 schlug Pedersen vor, dass die aspirierten Verschlusslaute des Proto-Indogermanischen nicht bh, dh, gh, sondern ph, th, kh gewesen seien. Diese Theorie wurde 1984 in modifizierter Form als glottalisierte Serie /p', t', k'/ von Tamas Gamkrelidze und W. W. Iwanow wieder aufgegriffen.

## Das Nostratische
Pedersen kam durch den Vergleich des Indogermanischen mit anderen eurasischen Sprachfamilien zum Begriff der nostratischen Sprachen, den er in seiner Arbeit über türkische Phonologie 1903 zum ersten Mal verwendete. In seinem wissenschaftshistorischen Buch Linguistic Science in the 19th Century von 1931 definierte er „Nostratisch“ wie folgt:

“As a comprehensive designation for the families of languages which are related to Indo-European, we may employ the expression Nostratian languages (from Latin nostras "our countryman").”

„Als umfassende Bezeichnung für jene Sprachfamilien, die mit dem Indogermanischen verwandt sind, kann man den Ausdruck nostratische Sprachen (von lat. nostras "unser Landsmann") verwenden.“

In diesem Werk postulierte er die genetische Verwandtschaft des Indogermanischen mit dem Uralischen und – wenn auch etwas schwächer – mit dem Altaischen. Als noch fernere Verwandte benennt er die Eskimo-Sprachen, das Semitische (und damit das Hamito-Semitische insgesamt) und – mit Vorbehalten – auch das Baskische.
Einen Nachweis der genetischen Einheit des Nostratischen versuchte Pedersen jedoch nicht. Erst in den 1960er Jahren wurde die nostratische Idee vor allem von Aharon Dolgopolsky wiederbelebt und mit konkretem Inhalt gefüllt (siehe den Artikel Nostratisch). Das Baskische fand dabei allerdings keine Berücksichtigung.

## Werke
- 1903 Türkische Lautgesetze. In: Zeitschrift der Deutschen Morgenländischen Gesellschaft. Band 57.
- 1909–1913 Vergleichende Grammatik der keltischen Sprachen. 2 Bände. Vandenhoeck & Ruprecht, Göttingen.
- 1908 Die indogermanisch-semitische Hypothese und die indogermanische Lautlehre. In: Indogermanische Forschungen. Band 22.
- 1931 Linguistic Science in the Nineteenth Century: Methods and Results. Harvard University Press, Cambridge (Mass).
- 1933 Zur Frage der Urverwandtschaft des Indoeuropäischen mit dem Finno-Ugrischen. In: Mémoires de la Société Finno-Ougrienne. Band 67.
- 1951 Die gemeinindoeuropäischen und vorindoeuropäischen Verschlusslaute. Det Kongelige Danske Videnskabernes Selkab, Historis-filologiske Meddelelser 32.5, Kopenhagen.

## Mitgliedschaften
- 1933 Auswärtiges Mitglied der Königlich Niederländischen Akademie der Wissenschaften.[2]
- 1948 Auswärtiges Mitglied der Académie des Inscriptions et Belles-Lettres.